# Pseudogyndes marginata
Pseudogyndes marginata is een hooiwagen uit de familie Gonyleptidae.